# Parc de Joan Miró
Il Parc de Joan Miró si trova nell'Eixample di Barcellona, vicino alla Plaça d'Espanya, da cui è separato dalla Plaza de toros de las Arenas oggi trasformata in centro commerciale.
Anticamente il parco era conosciuto come Parc de l'Escorxador (in italiano Parco del Mattatoio), perché nei suoi terreni trovava l'antico mattatoio comunale. Lo spazio venne successivamente riqualificato e il parco venne inaugurato il 12 maggio 1983 ed intitolato al pittore surrealista Joan Miró.

## Descrizione
Il parco è costituito da una grande piazza al livello stradale, con uno stagno e la scultura Dona i ocell di Joan Miró, e il vero e proprio parco situato ad un livello inferiore con diversi spazi dedicati allo sport, un'area cani, un parco bambini, delle piste di petanca, tavoli di ping-pong ed un bar.

## Vegetazione
La vegetazione non è molto abbondante ed è costituita soprattutto dalla palma canaria e da datteri, dal pino domestico e d'Aleppo, dal leccio, dall'eucalipto, dall'eucalipto rosso, dall'oleandro, dal cipresso, dal pioppo bianco, dall'olmo, dal cedro dell'Himalaya, dal glicine giapponese e dalla bougainvillea.